# Horonda
Horonda (ukrainisch Горонда; ruthenisch Горонда; russisch Горонда Goronda, slowakisch Goronda, ungarisch Gorond, dt. Gorond) ist ein Dorf im Westen der ukrainischen Oblast Transkarpatien mit 4000 Einwohnern (2004).
Das 1550 erstmals schriftlich erwähnte Dorf befindet sich im Südwesten des Rajon Mukatschewo und liegt 17 km südwestlich von Mukatschewo an den Territorialstraßen T–07–10 und T–07–29.
Die Ortschaft besitzt eine Bahnstation an der Bahnstrecke Tschop-Mukatschewo.
Am 12. Juni 2020 wurde das Dorf zusammen mit 2 umliegenden Dörfern zum Zentrum der neu gegründeten Landgemeinde Horonda (Горондівська сільська громада/Horondiwska silska hromada) im Rajon Mukatschewo. Bis dahin bildete es die Landratsgemeinde Horonda (Горондівська сільська рада/Horondiwska silska rada).
Folgende Orte sind neben dem Hauptort Horonda Teil der Gemeinde:
| Name                     | Name       | Name                       | Name       | Name        | Name    |
| ukrainisch transkribiert | ukrainisch | russisch                   | slowakisch | ungarisch   | deutsch |
| ------------------------ | ---------- | -------------------------- | ---------- | ----------- | ------- |
| Schnjatyno               | Жнятино    | Жнятино (Schnjatino)       | Žňatino    | Izsnyéte    | -       |
| Strabytschowo            | Страбичово | Страбичово (Strabitschowo) | Strabičovo | Mezőterebes | -       |